# Мала Олександрівка (Подільський район)
Мала́ Олекса́ндрівка (чеськ. Česká Alexandrovka) — село Куяльницької сільської громади в Подільському районі Одеської області, Україна. Населення становить 233 осіб.

## Історія
Село було засновано німецькими колоністами, а у 1899 році заселено нащадками чеських побілогорських євангельських емігрантів з польського міста Зелюв і Чехії.
У минулому мешканці села підтримували тісні родинні і релігійні зв'язки з чеськими селами Богемка Миколаївської області та Веселинівка Одеської області.
Під час організованого радянською владою Голодомору 1932—1933 років померло щонайменше 22 жителі села.
1 лютого 1945 р. село Олександрівка (Чехи) Розалівської сільради перейменували на Мала Олександрівка.
12 червня 2020 року, відповідно до Розпорядження Кабінету Міністрів України від № 724-р «Про визначення адміністративних центрів та затвердження територій територіальних громад Одеської області», увійшло до складу Куяльницької сільської територіальної громади.
19 липня 2020 року, в результаті адміністративно-територіальної реформи і ліквідації Подільського району (1923-2020), село увійшло до складу новоутвореного Подільського району Одеської області.

## Населення
Згідно з переписом УРСР 1989 року чисельність наявного населення села становила 226 осіб, з яких 98 чоловіків та 128 жінок.
За переписом населення України 2001 року в селі мешкали 233 особи.

### Мова
Розподіл населення за рідною мовою за даними перепису 2001 року:
| Мова       | Відсоток |
| ---------- | -------- |
| українська | 75,54 %  |
| румунська  | 13,30 %  |
| російська  | 1,72 %   |
| інші       | 9,44 %   |

## Відомі мешканці

### Народились
- Йозеф Андерш — український мовознавець, доктор філологічних наук.